# Sophie de Saxe-Lauenbourg († 1473)
Pour les articles homonymes, voir Sophie de Saxe-Lauenbourg.
Ne doit pas être confondu avec Sophie de Saxe-Lauenbourg (1601-1660).
Sophie de Saxe-Lauenbourg (* avant 1444 ; † 9 septembre 1473) était princesse de Saxe-Lauenbourg après en avoir été duchesse et, de 1456 jusqu'à sa mort, régente des duchés de Juliers et de Berg, ainsi que comtesse de Ravensberg.

## Biographie

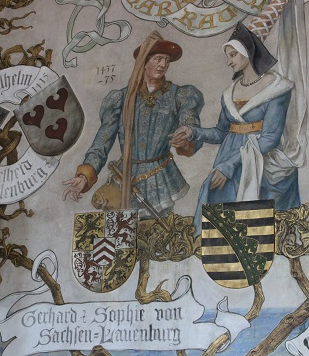
Une représentation de Sophie et son époux, Gérard, duc de Juliers-Berg au château de Solingen, en Allemagne.

Sophie était la fille du duc Bernard II de Saxe-Lauenbourg († 1463) issue de son mariage avec Adélaïde († après 1445), fille de Bogislaw VIII, duc de Poméranie.
En 1444, elle épousa le duc Gérard de Juliers-Berg, comte de Ravensberg (1416/7-1475). Vers 1456, Gérard devint mentalement dérangé et Sophie prit en charge les affaires d'État dans le duché pour son fils premier-né.
Après que Friedrich von Sombreff ait calomnié Sophie, les fils de Sophie ont assiégé son château, le Tomburg (de), et l'ont conquis en 1470. Pendant le siège, le monastère de Reichenstein a pris feu, que Sophie a ensuite reconstruit.

## Héraldique

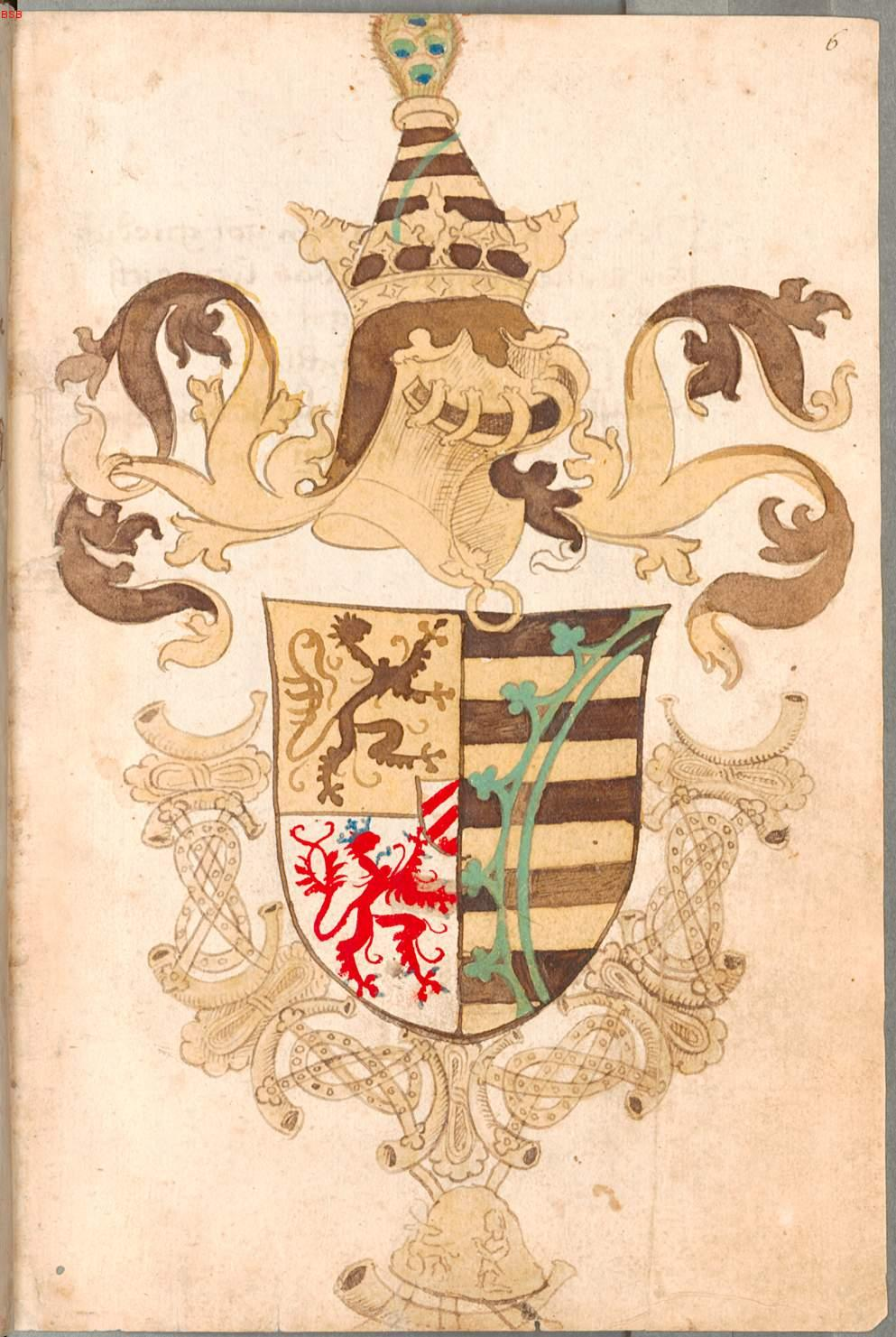
Armoiries de Sophie dans l'armorial de la confrérie de Juliers-Berg de l'ordre de Saint-Hubert[2] vers 1480.

## Mariage et descendance
De son mariage avec Gérard, Sophie a eu les enfants suivants :
- Guillaume VIII (1455-1511), duc de Juliers-Berg

⚭ 1. 1472 Comtesse Élisabeth de Nassau-Sarrebruck (1459–1479)

⚭ 2. 1481 Princesse Sibylle de Brandebourg (1467–1524)
- Anne

⚭ Comte Jean de Moers et Sarrewerden († 1507)
- Adolphe (1er août 1458 - 19 septembre 1473)[3]
- Gérard (mort jeune)

## Sources
- Gisela Meyer, Die Familie von Palant im Mittelalter, Vandenhoeck & Ruprecht, 2004, p. 370
- Société d'histoire du Bas-Rhin (de), insbesondere die Alte Erzdiözese Köln: Annalen des Historischen Vereins für den Niederrhein, insbesondere die Alte Erzdiözese Köln[4], J. P. Bachem, Cologne, 1856, p. 65 (Lire en ligne)